# Cabanillas de la Sierra
Cabanillas de la Sierra – miejscowość w Hiszpanii we wspólnocie autonomicznej Madryt, 57 km na północ od Madrytu. 